# Microrégion de Piumhi
 (février 2025).
Si vous disposez d'ouvrages ou d'articles de référence ou si vous connaissez des sites web de qualité traitant du thème abordé ici, merci de compléter l'article en donnant les références utiles à sa vérifiabilité et en les liant à la section « Notes et références ».
La microrégion de Piumhi est l'une des cinq microrégions qui subdivisent l'Ouest du Minas, dans l'État du Minas Gerais au Brésil.
Elle comporte 8 municipalités qui regroupaient 80 316 habitants en 2006 pour une superficie totale de 7 645 km2.

## Municipalités[1]
- Bambuí
- Córrego Danta
- Doresópolis
- Iguatama
- Medeiros
- Piumhi
- São Roque de Minas
- Tapiraí
- Vargem Bonita